# Benjamín Jiménez Trujillo
Benjamín Jiménez Trujillo (Puerto Real, Andalucía, España, 23 de octubre de 1976) es un árbitro de baloncesto español de la liga ACB. Pertenece al Comité de Árbitros de Andalucía.

## Trayectoria
Empezó a arbitrar en 1990, cuando tenía 13 años. En el colegio donde estudiaba le ofrecían arbitrar a sus compañeros de clase. Como tampoco era el mejor del equipo donde jugaba, según su propia opinión, decidió dedicarse únicamente a arbitrar.
Dirigió la final de la Copa del Rey de 2019 que enfrentó al Real Madrid y al Fútbol Club Barcelona (93–94).

## Temporadas
| Categoría        | País   | Año               |
| ---------------- | ------ | ----------------- |
| Categorías bases | España | 1990 - 2000       |
| Liga EBA         | España | 2000 - 2001       |
| Liga LEB         | España | 2001 - 2004       |
| Liga ACB         | España | 2004 - Actualidad |